# Галс-Девелопмент
ГК «Галс-Девелопмент» — российская строительная компания, специализирующаяся на сегментах коммерческой, жилой и загородной недвижимости. Штаб-квартира — в Москве.

## История
Компания была учреждена под названием «Система-Галс» в 1994 году и входила в состав активов АФК «Система». В начале ноября 2006 года 18,8% акций было размещено на российских и Лондонской фондовых биржах. В ходе размещения было привлечено $432 млн. Компания стала первым российским девелопером, разместившим свои акции на основной площадке Лондонской фондовой биржи.
К 7 октября 2008 года капитализация компании резко сократилась — до $179 млн. До весны 2009 года контрольный пакет акций был в руках у АФК «Система», но из-за экономического кризиса «Система-Галс» столкнулась с трудностями, и 51 % акций девелопера был продан банку ВТБ за символические 60 руб., то есть фактически за долги. Владельцем компании стала группа ВТБ.
В июне 2011 года компания сменила наименование на «Галс-Девелопмент». В 2017 году компания провела делистинг глобальных депозитарных расписок на Лондонской фондовой бирже.
В июле 2020 года компания объявила о завершении корпоративной реструктуризации бизнеса и формировании группы компаний «Галс-Девелопмент», состоящей из юридических лиц, являющихся держателями построенных активов и новых перспективных площадок в составе активов Закрытого паевого инвестиционного комбинированного фонда «Девелоперские активы» и частично в составе Закрытого паевого инвестиционного комбинированного фонда «Индустрия гостеприимства. Инвестиции и управление». Владельцы паевых фондов не раскрываются.
В 2021 году компания перестала быть публичной, Московская биржа прекратила торги ее акциями.
15 декабря 2022 года Минфин США внес компанию в санкционный список.

## Собственники и руководство
ООО «Галс-Девелопмент» (до сентября 2021 года — ООО «Галс Управление Активами») — управляющая компания ГК «Галс-Девелопмент». С июня 2011 года по июнь 2019 года президентом компании был Сергей Калинин. С июня 2019 года по сентябрь 2023 года должность генерального директора компании занимал Виктор Адамов. С сентября 2023 года генеральным директором ООО «Галс-Девелопмент» является Андрей Мухин. Виктор Адамов продолжает курировать деятельность ГК «Галс-Девелопмент» в качестве председателя Совета директоров девелопера.

## Деятельность
ГК «Галс-Девелопмент» специализируется на строительстве объектов жилой и коммерческой недвижимости классов бизнес, премиум, элит и de luxe, а также премиальной загородной недвижимости. Общий объем девелоперских проектов и объектов в стадии активного строительства по состоянию на 2025 год составляет более 3,9 млн кв.м.
В портфеле ГК «Галс-Девелопмент» бизнес-центры SkyLight, МФК «Искра-Парк», МФК «IQ-квартал» в «Москва Сити», элитные кварталы «Театральный Дом», «Сады Пекина» в Москве и другие проекты в столице и регионах.
В октябре 2020 года девелопер вошел в рейтинг «20 крупнейших застройщиков России» русского издания Forbes, заняв 4-е место в категории «Элитное жилье».
По итогам 2021 года поступления от продажи недвижимости и арендной деятельности компании составили более 30 млрд руб., поступления от продаж жилой недвижимости выросли до 10,3 млрд рублей.
В 2022 году «Галс-Девелопмент» сдал в долгосрочную аренду три строящихся корпуса бизнес-центра «Невская ратуша» в Санкт-Петербурге площадью около 80 000 кв. метров. Эта сделка стала крупнейшей на российском рынке аренды офисной недвижимости.
Летом 2022 года компания вывела на рынок два новых проекта: клубный дом «Космо 4/22» и загородный поселок «Маслово Forest Club» на Ильинском шоссе. В октябре 2022 года «Галс-Девелопмент» анонсировала свой второй проект на территории ММДЦ «Москва-Сити». 400-метровый небоскреб к 2030 году обещает быть самым высоким офисным зданием в городе. В 2024 году проект был куплен РВБ (объединенной компанией маркетплейса Wildberries и оператора наружной рекламы Russ) под свою штаб-квартиру.
В 2023 году компания начала строительство жилого квартала премиум-класса «Дом 56» на ул. Фридриха Энгельса и БЦ Dubinin’Sky в Павелецком деловом кластере.
В 2024 году ГК «Галс-Девелопмент» вывела в продажу более 76 000 кв. м новой жилой недвижимости. В коммерческом сегменте по итогам 2024 года все 286 000 кв. м. арендных площадей в действующих офисных объектах ГК «Галс-Девелопмент» были законтрактованы. Это бизнес-центры «Искра-Парк» и «Даниловский форт» в Москве, а также четыре корпуса делового квартала «Невская Ратуша» в Санкт-Петербурге.
В 2024 ГК «Галс-Девелопмент» приступила к строительству элитного комплекса в Замоскворечье на Шлюзовой набережной «Монблан», бизнес-центра класса Prime «Север» в квартале близи «ВТБ Арена парк», а также анонсировала старт продаж крупнейшего проекта бизнес-класса в истории «Галс-Девелопмент» — жилого комплекса «Адмирал» на ул. Шоссейная рядом с метро «Печатники». 
В 2024 году ГК «Галс-Девелопмент» закрыла сделку по продаже «Центрального детского магазина на Лубянке».
В 2024 году ГК «Галс-Девелопмент» стала партнером фонда «Талант и успех» по комплексному развитию территории инновационного центра «Сириус» в г. Сочи. Соответствующее соглашение между банком ВТБ и образовательным фондом «Талант и успех» подписано 6 июня 2024 года в рамках Петербургского международного экономического форума. Общая площадь застройки составит не менее 184 га.

## Конкурсы и награды
Сегодня у компании более 140 профессиональных наград и премий, в том числе International Property Awards, FIABCI Prix d’Excellence Awards, CRE Awards, Arendator Awards, Urban Awards, «Рекорды рынка недвижимости» и др.
ГК «Галс-Девелопмент» входит в ТОП-20 лучших работодателей России в категории среднего бизнеса и в 2024 году вновь заняла второе место в «Рейтинге работодателей России» среди компаний строительной сферы численностью до 1 000 человек.
В 2024 году ГК «Галс-Девелопмент» получила наивысшую оценку международного рейтинга человекоцентричности ISR.
В 2025 году ГК «Галс-Девелопмент» стала обладателем звания «Отличное место для работы» от независимой платформы для оценки и развития вовлеченности персонала Happy Job